# تاكيلوت الثالث
تاكيلوت الثالث، (بالإنجليزية: Takelot III). (حكم من 774 إلى 759 قبل الميلاد) هو الإبن الأكبر لـ اوسركون الثالث وخليفته.

## تاريخ
قضى تاكيلوت الثالث السنوات الخمس الأولى من حكمه في نواة مع والده، وفقا للأدلة من نايل كواي النص رقم 14 (الذي يساوي السنة 28 من اوسركون الثالث إلى السنة الخامسة من تاكيلوت الثالث)، ونجح والده كملك في العام التالي. خدم سابقا بصفته كبير كهنة آمون في طيبة. كان يعتقد في السابق أنه حكم مصر لمدة 7 سنوات فقط حتى تم العثور على عامه الثالث عشر على لوحة بمنطقة أهميدة في واحة الداخلة في عام 2005 م .